# Archidendropsis streptocarpa
Archidendropsis streptocarpa là một loài thực vật có hoa trong họ Đậu. Loài này được (Fournier) I.C. Nielsen miêu tả khoa học đầu tiên năm 1983.